# Ristafallet

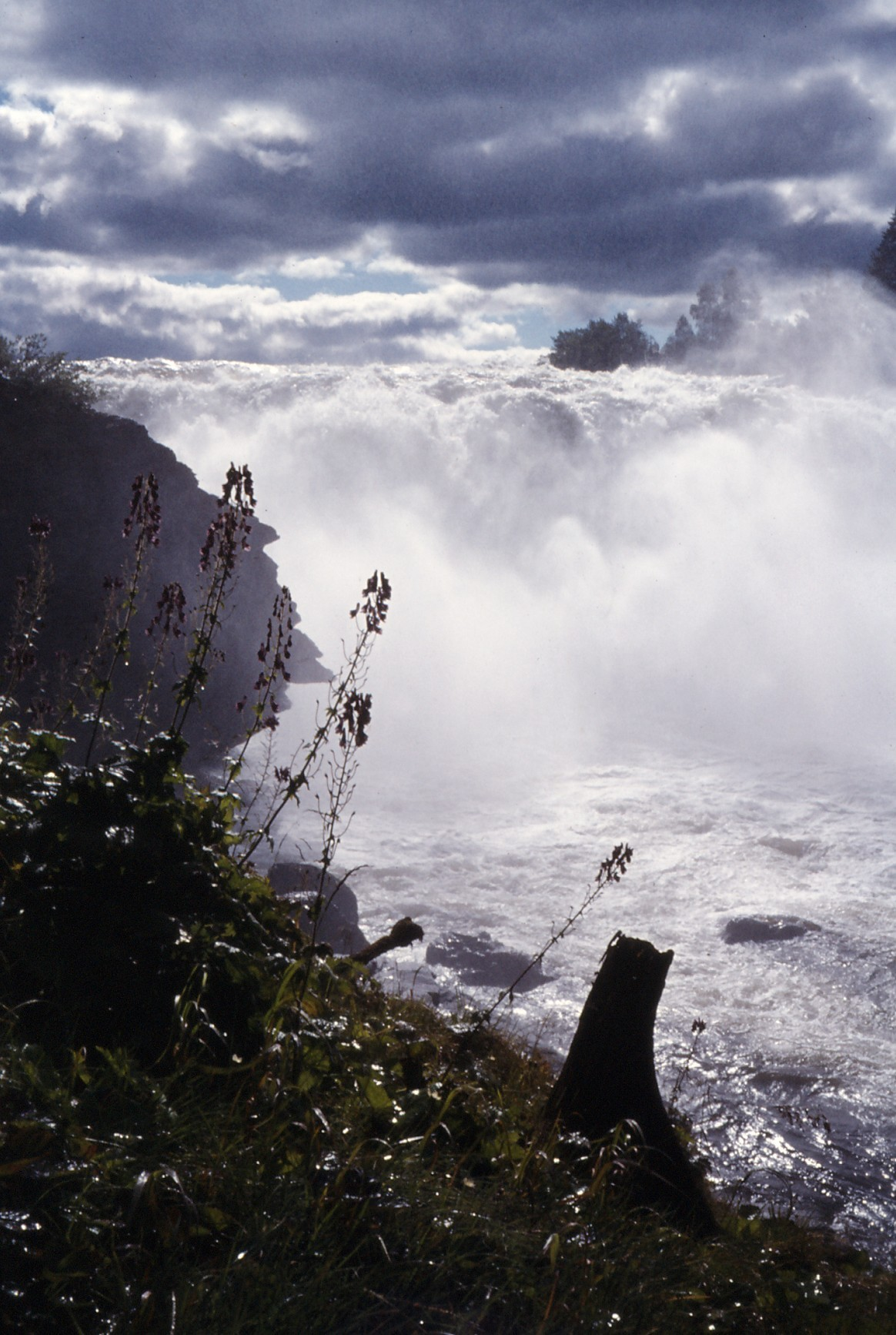
Ristafallet im Sommer 1974

Der Wasserfall Ristafallet liegt im Westen der schwedischen Provinz Jämtland am Åreälven. Er befindet sich nicht weit von der Europastraße E 14, etwa 17 km von Åre entfernt bei 355 m ö.h.
Eine bewaldete Insel teilt den Fall in einen nördlichen und einen südlichen Abschnitt. Die ganze Umgebung erweckt den Eindruck eines riesigen Amphitheaters. Der gesamte Fall ist 50 m breit, 14 m hoch und der Durchfluss beträgt, abhängig von der Jahreszeit 100 bis 400 m3/s. Durch das feuchte Milieu des Wasserfalles ist eine spezielle Natur mit besonderen Flechten, Gräsern und Tieren entstanden, die durch den schwedischen Staat Schutzstatus erhielt.
Stromauf- und abwärts ist das Sportangeln auf Forellen und Äschen sehr beliebt. Außerdem gibt es direkt im Anschluss einen Campingplatz. In der Nähe des Falles befindet sich die so genannte Olavsquelle. Diese erhielt ihren Namen durch christliche Pilger, die auf ihrem Weg nach Trondheim zum Grab von Olav Haraldsson ihren Durst an der Quelle gelöscht haben sollen.
Teile des Films Ronja Räubertochter, nach dem gleichnamigen Buch von Astrid Lindgren, wurden hier aufgenommen.
Koordinaten: 63° 18′ 45″ N, 13° 20′ 54″ O